# Tyler Gaudet
Tyler Gaudet, född 4 april 1993, är en kanadensisk professionell ishockeyspelare som tillhör NHL-organisationen Nashville Predators och spelar för deras primära samarbetspartner Milwaukee Admirals i AHL.
Han har tidigare spelat för Arizona Coyotes i NHL och på lägre nivåer för Tucson Roadrunners, Springfield Falcons och Portland Pirates i AHL och Sault Ste. Marie Greyhounds i OHL och Olympiques de Gatineau i LHJMQ.
Gaudet blev aldrig draftad av någon NHL-organisation.
Under tradens deadline 2018, 26 februari, blev han tradad tillsammans med John Ramage från Arizona Coyotes, där han spelade för Milwaukee Admirals, till Nashville Predators i utbyte mot Pierre-Cédric Labrie och Trevor Murphy.

## Statistik
| 2010–2011    | Hamilton Red Wings          | OJHL         | 41 | 4  | 15 | 19 | 14 | 7  | 3 | 3 | 6 | 6  |
| 2011–2012    | Olympiques de Gatineau      | LHJMQ        | 38 | 3  | 2  | 5  | 25 | —  | — | — | — | —  |
|              | Pembroke Lumber Kings       | CCHL         | 22 | 4  | 12 | 16 | 6  | 11 | 0 | 3 | 3 | 2  |
| 2012–2013    | Pembroke Lumber Kings       | CCHL         | 25 | 10 | 12 | 22 | 6  | —  | — | — | — | —  |
|              | Sault Ste. Marie Greyhounds | OHL          | 34 | 3  | 5  | 8  | 10 | 6  | 1 | 0 | 1 | 10 |
| 2013–2014    | Sault Ste. Marie Greyhounds | OHL          | 65 | 26 | 35 | 61 | 35 | 9  | 2 | 6 | 8 | 0  |
|              | Portland Pirates            | AHL          | 2  | 0  | 0  | 0  | 0  | —  | — | — | — | —  |
| 2014–2015    | Arizona Coyotes             | NHL          | 1  | 0  | 0  | 0  | 0  | —  | — | — | — | —  |
|              | Portland Pirates            | AHL          | 29 | 4  | 4  | 8  | 4  | —  | — | — | — | —  |
| NHL totalt   | NHL totalt                  | NHL totalt   | 1  | 0  | 0  | 0  | 0  | —  | — | — | — | —  |
| AHL totalt   | AHL totalt                  | AHL totalt   | 31 | 4  | 4  | 8  | 4  | —  | — | — | — | —  |
| OHL totalt   | OHL totalt                  | OHL totalt   | 99 | 29 | 40 | 69 | 45 | 15 | 3 | 6 | 9 | 10 |
| LHJMQ totalt | LHJMQ totalt                | LHJMQ totalt | 38 | 3  | 2  | 5  | 25 | —  | — | — | — | —  |